# 卡默福斯特
卡默福斯特（德語：Kammerforst，發音：[ˈkamɐˌfɔʁst]）是德国图林根州温斯特鲁特-海尼希县的市镇，总面积16.92平方千米，2023年12月31日总人口为782人。